# Adrie de Kam

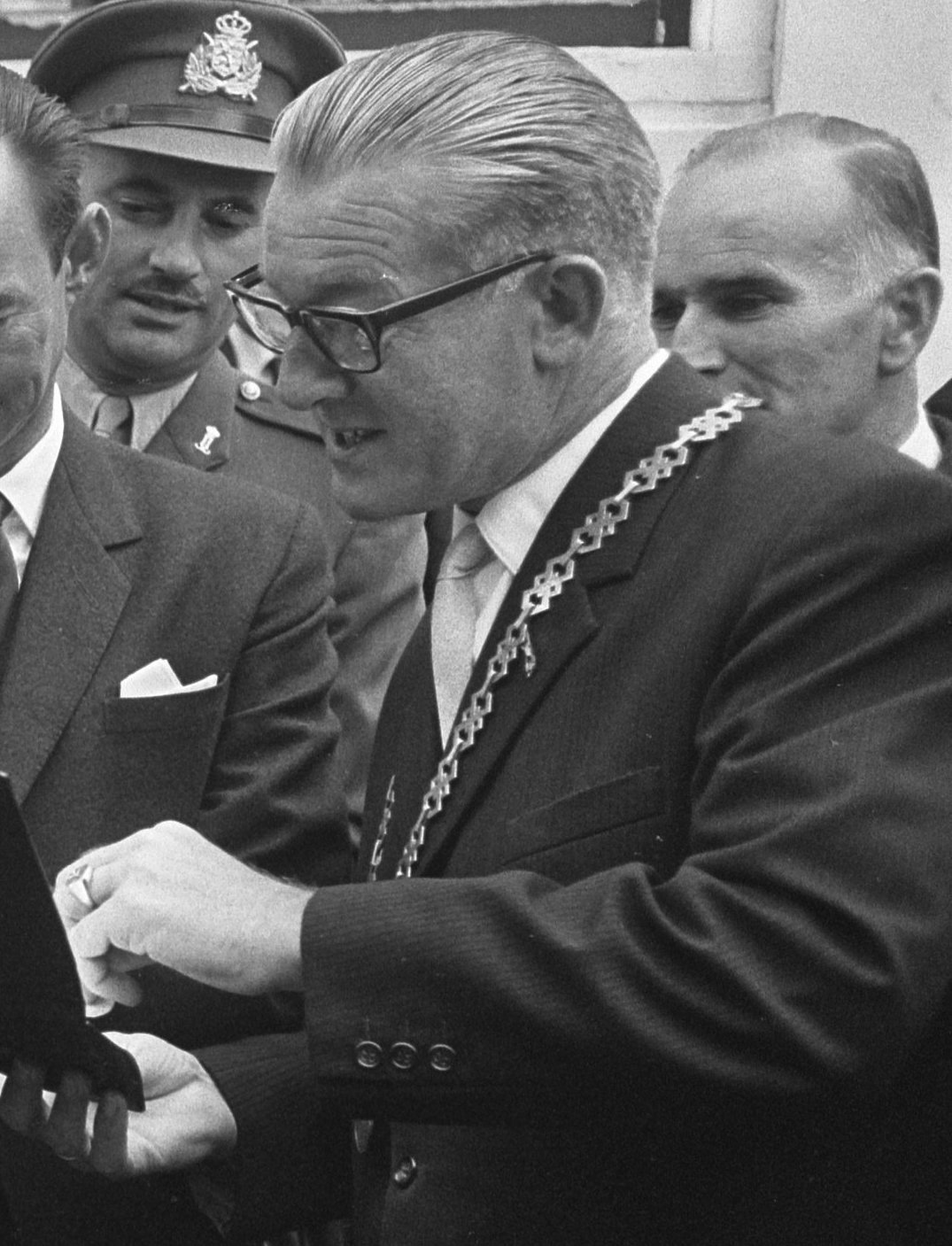
Burgemeester A. de Kam (1967)

Adriaan (Adrie) de Kam (Grijpskerke, 1 augustus 1917 – Goes, 2 maart 1998) was een Nederlands politicus van de ARP en later het CDA.
Na de hbs in Middelburg werkte hij bij de bedrijfsvereniging "Het platteland" in Gouda en in september 1937 ging hij werken bij het pas gestichte bureau van de Zeeuwse afdeling van de Christelijke Boeren- en Tuindersbond (CBTB). Hij gaf leiding aan dat bureau en was daarnaast waarnemend secretaris van de Zeeuwse CBTB-afdeling. In 1941 werd de CBTB door de Duitse bezetters gedwongen zich aan te sluiten bij de Nederlandse Landstand waarop ze nog dat jaar besloten zich op te heffen. Onder zijn leiding werkte het bureau echter tot 1944 door als administratiekantoor voor de leden. Als reserve officier was De Kam na de bevrijding werkzaam bij de militaire commissaris voor Zeeland. In 1946 trad hij in dienst bij het secretariaat van "Het Nederlandsche Trekpaard" in Den Haag maar in 1947 keerde hij alweer terug naar Walcheren waar hij administrateur-kassier werd van de Coöperatieve Boerenleenbank in Serooskerke en daarnaast had hij een fruitteeltbedrijf in zijn geboorteplaats Grijpskerke. In 1951 nam hij deel aan een 9-maanden durende landbouw-studiereis door Amerika van de Economic Cooperation Administration (ECA; organisatie opgezet in het kader van het Marshallplan).
In oktober 1952 werd De Kam de burgemeester van Vrouwenpolder en in mei 1958 werd hij daarnaast waarnemend burgemeester van de nabijgelegen gemeente Serooskerke als opvolger van de eind 1956 overleden burgemeester Pieter Dregmans. In 1962 ging de burgemeester van Veere, jhr. Idzerd Frans den Beer Poortugael, met pensioen maar deze bleef toen nog aan als waarnemend burgemeester. Eind 1964 werd op diens verzoek ontslag verleend waarop De Kam eveneens waarnemend burgemeester van Veere werd. Op 1 juli 1966 fuseerden de gemeenten Vrouwenpolder, Serooskerke en Veere tot de nieuwe gemeente Veere waarvan hij de burgemeester werd. In 1974 volgde zijn benoeming tot de burgemeester van Axel. Toen hij daar in 1981 vervroegd met pensioen ging werd hij net als in Veere opgevolgd door Adriaan Hack.
Begin 1998 overleed hij op 80-jarige leeftijd in een verpleeghuis te Goes.